# Peter Shotton
Peter Shotton (Liverpool, 4 de agosto de 1941 – 24 de março de 2017) foi um empresário inglês, mais conhecido pela longa amizade que teve com John Lennon, fundador dos The Beatles. Geralmente referido como "Pete", frequentou os colégios Dovedale Infants School e Quarry Bank Grammar School, tendo Lennon como colega e amigo próximo. Na época a dupla passou a ser chamada de "Shennon e Lotton" ou "Lotton e Shennon. Nesse período Shotton fez parte da banda The Quarrymen, formada por Lennon com seus colegas de escola e que depois daria origem aos Beatles. 
Shotton é co-autor de John Lennon: In My Life (1983), republicado como The Beatles, Lennon and Me, livro de memórias onde ele conta a história de sua amizade com Lennon, da infância até a morte do cantor.
Como empresário, fundou a rede de restaurantes Fatty Arbuckle's que apesar do êxito nos anos 1980 foi vendida por um valor não revelado. Após a venda ele se mudou para Dublin, Irlanda, onde passou a viver como um exilado fiscal. 

## Morte
Morreu em 24 de março de 2017, aos 75 anos. 